# Written in the Stars
«Written in the Stars» —en español: «Escrito en las estrellas»— es el tercer sencillo realizado por el rapero inglés Tinie Tempah, con el cantante estadounidense Eric Turner. A diferencia de sus dos sencillos anteriores producidos por Labrinth, esta canción cuenta con la producción de ISHi. Fue lanzado en septiembre de 2010 a través de Parlophone Records, en formato digital por iTunes Store. Además, es el tercer sencillo desprendido de su álbum debut Disc-Overy. La canción debutó en el número uno en la lista de sencillos del Reino Unido, convirtiéndose en el segundo sencillo de Tinie Tempah en alcanzar el primer puesto en el Reino Unido. La canción también se convirtió en el sencillo debut de Tempah en editarse en los Estados Unidos, y ha alcanzado su mejor posición en el número 12 en el Billboard Hot 100. La pista también marca el primer Top 10 hit de Tinie en la lista pop de Billboard. El video musical fue dirigido por Alex Herron.
El sencillo fue utilizado por WWE como el tema oficial de Wrestlemania XXVII .

## Lista de canciones
- Descarga digital

1. "Written in the Stars" (Álbum Versión) – 3:40

- EP Digital

1. "Written in the Stars" (Álbum Versión) – 3:39
2. "Written in the Stars" (Instrumental) – 3:39
3. "Written in the Stars" (The Arcade Southside Remix) (feat. Taio Cruz) – 3:33

- Sencillo CD Promocional

1. "Written in the Stars" (Radio Edit) – 3:33
2. "Written in the Stars" (Álbum Versión) – 3:40
3. "Written in the Stars" (Instrumental) – 3:39

## Posicionamiento en listas y certificaciones
| Lista (2010)                                | Mejor posición |
| ------------------------------------------- | -------------- |
| Alemania (Media Control AG)                 | 83             |
| Australia (ARIA)                            | 34             |
| Austria (Ö3 Austria Top 40)                 | 75             |
| Bélgica (Flandes) (Ultratip Bubbling Under) | 5              |
| Bélgica (Valonia) (Ultratip Bubbling Under) | 9              |
| Canadá (Hot 100)                            | 18             |
| República Checa (Rádio Top 100)             | 3              |
| Dinamarca (Tracklisten)                     | 18             |
| Escocia (The Official Charts Company)       | 1              |
| Eslovaquia (Rádio Top 100)                  | 12             |
| Estados Unidos (Billboard Hot 100)          | 12             |
| Estados Unidos (Mainstream Top 40)          | 7              |
| Estados Unidos (Hot Dance Club Songs)       | 34             |
| Estados Unidos (Hot Rap Songs)              | 19             |
| Unión Europea (European Hot 100 Singles)    | 5              |
| Finlandia (OFC)                             | 7              |
| Francia (SNEP)                              | 21             |
| Irlanda (IRMA)                              | 1              |
| Noruega (VG-lista)                          | 2              |
| Nueva Zelanda (Recorded Music NZ)           | 13             |
| Países Bajos (Dutch Top 40)                 | 19             |
| Reino Unido (UK R&B Chart)                  | 1              |
| Reino Unido (UK Singles Chart)              | 1              |
| Rumania (Romanian Top 100)                  | 10             |
| Suecia (Sverigetopplistan)                  | 10             |
| Suiza (Schweizer Hitparade)                 | 47             |

| Lista (2010)                              | Posición |
| ----------------------------------------- | -------- |
| Reino Unido (The Official Charts Company) | 31       |

| País           | Organismo certificador | Certificación    |
| -------------- | ---------------------- | ---------------- |
| Australia      | ARIA                   | Disco de Oro     |
| Canadá         | CRIA                   | Disco de Oro     |
| Estados Unidos | RIAA                   | Disco de Platino |
| Nueva Zelanda  | RIANZ                  | Disco de Oro     |
| Reino Unido    | BPI                    | Disco de Oro     |

### Sucesión en listas
| Predecesor: «For The First Time» de The Script   | Irish Singles Chart — Sencillo N° 1 30 de septiembre de 2010 — 6 de octubre de 2010 | Sucesor: «Just the Way You Are» de Bruno Mars |
| Predecesor: «Just the Way You Are» de Bruno Mars | UK Singles Chart — Sencillo N° 1 3 de octubre de 2010 — 9 de octubre de 2010        | Sucesor: «Fuck You!» de Cee Lo Green          |